# 32436 Eranofek
32436 Eranofek è un asteroide della fascia principale. Scoperto nel 2000, presenta un'orbita caratterizzata da un semiasse maggiore pari a 2,6776889 au e da un'eccentricità di 0,0460351, inclinata di 21,11391° rispetto all'eclittica.